# 希萊

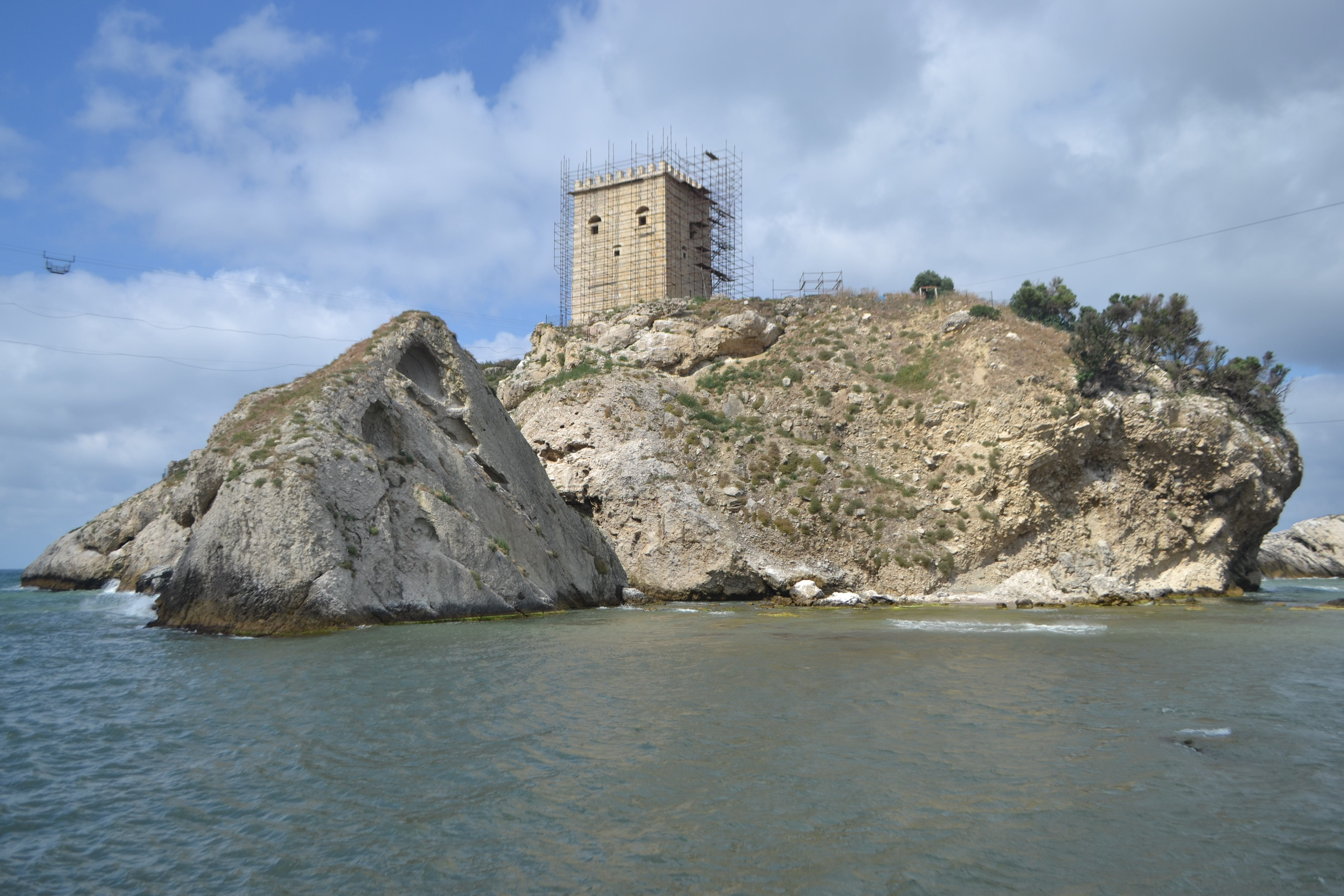

希萊

希萊是土耳其伊斯坦堡的39個區之一，位於博斯普魯斯海峽以東的亞洲部份，與貝伊科茲、切克梅柯伊、彭迪克三區相鄰。面積712平方公里，人口36,516人。

## 外部連結
- Işık University （页面存档备份，存于） （英語）
- Şile Municipality （页面存档备份，存于） （土耳其語）
- Şile Port - Tourist Information （页面存档备份，存于） （土耳其語）
- A firm manufacturing Şile bezi （页面存档备份，存于） （土耳其語）
- Şile 75. Yıl Elementary School （页面存档备份，存于） （土耳其語）